# الأطفال الأصحاء هم أطفال سعداء
الأطفال الأصحاء هم أطفال سعداء: دليل كامل للأمهات الجديدات كان دليلًا شائعًا لرعاية الأطفال كتبته طبيبة الأطفال الأمريكية جوزفين كينيون ونشرته لأول مرة بواسطة شركة ليتل براون آند كومباني في عام 1934.     